# جوزيف كريسماس إيفز
جوزيف كريسماس إيفز (بالإنجليزية: Joseph Christmas Ives)‏ هو عالم نبات أمريكي، ولد في 1828 في الولايات المتحدة، وتوفي في 1868 في نيويورك في الولايات المتحدة.